# 天马镇 (岑巩县)
天马镇，是中华人民共和国贵州省黔东南苗族侗族自治州岑巩县下辖的一个乡镇级行政单位。

## 行政区划
天马镇下辖以下地区：
天马社区、天马村、关堰村、岩湾村、苗落村、黄土塘村、小羊山村、雷公田村、小屯村、杜麻村、细山村、干塘村、落坑村和塘湾村。